# سامري كاليكوت
سامري؛ (Malayalam Sāmūtiri)، كان الملك الوراثي لمملكة كوريكوت (كاليكوت) في منطقة جنوب مليبار الهند. كانت كاليكوت (كوجيكود) أحد الموانئ التجارية المهمة على الساحل الجنوبي الغربي للهند. في ذروة حكمهم، حكم السامريون منطقة من كولام (كويلون) إلى بانثالاييني كولام (كويلاندي).
بعد تفكك مملكة سلالة تشيرا من کودنغلور في أوائل القرن الثاني عشر، أظهر سامانثان ناير عرادي من نيدييروبو
(في الأصل رؤساء مستقلين ذاتيًا لإيرانادو) استقلالهم السياسي تحت لقب السامري. حافظ السامريون على علاقات تجارية متقنة مع البحارة المسلمين في الشرق الأوسط في المحيط الهندي، وهم تجار التوابل الأساسيون على ساحل مليبار في العصور الوسطى. كانت كاليكوت آنذاك مركزًا تجاريًا مهمًا في جنوب غرب الهند حيث التقت التجارة الصينية وغرب آسيا.
احتل الميناء في كاليكوت موقعًا اقتصاديًا وسياسيًا متفوقًا في ساحل ولاية كيرالا في العصور الوسطى، بينما كانت كانور وكولام وكوتشي موانئ ثانوية ذات أهمية تجارية، حيث كان يجتمع التجار من مختلف أنحاء العالم. قام الملاح البرتغالي فاسكو دا غاما بزيارة كيلاندي في عام 1498، وفتح طريق الإبحار مباشرة من أوروبا إلى جنوب آسيا. كان الميناء في كاليكوت بمثابة بوابة لساحل جنوب الهند في العصور الوسطى للعرب والصينيين والبرتغاليين والهولنديين وأخيراً البريطانيين. أعاقت قوات السامريون من كاليكوت الجهود البرتغالية لوضع الأسس لإستادو دا آنديا، وللسيطرة الكاملة على التجارة. كان «كنجالي مقار»، محارب مسلم مشهور، أميرال أسطول كاليكوت. بحلول نهاية القرن السادس عشر، نجح البرتغاليون - الذين يقودون الآن حركة التوابل على ساحل مليبار - في استبدال التجار المسلمين في بحر العرب. حل الهولنديون محل البرتغاليين في القرن السابع عشر، والذين حل البريطانيون بدورهم محل البرتغاليين.
أصبحت ترافانكور الولاية الأكثر هيمنة في ولاية كيرالا بهزيمة السامريون القوي في كاليكوت في معركة بوراكاد عام 1755. في عام 1766، هزم حيدر علي من ميسور السامريون من كاليكوت وجعل كاليكوت في ولايته. بعد الحرب الأنجلو-ميسور الثالثة (1790-1792)، تم وضع منطقة مليبار بما في ذلك أراضي السامريون السابقة تحت سيطرة شركة الهند الشرقية. في النهاية، تم تخفيض وضع السامريون إلى وضع صاحب معاش للشركة (1806).

## علم أصول الكلمات

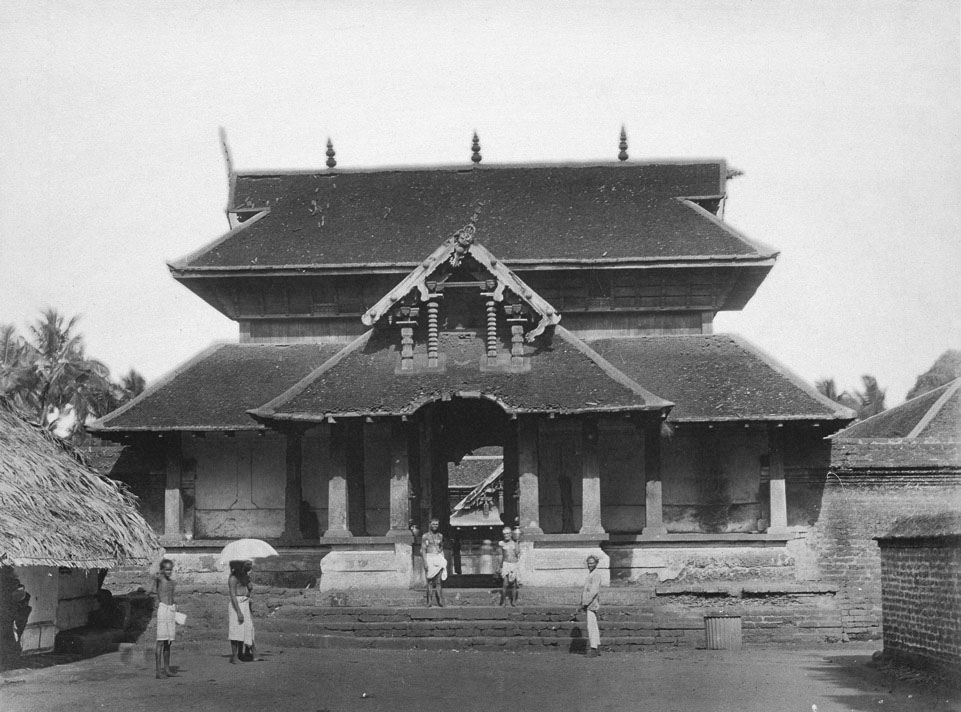
معبد ثالي (1901)، كاليكوت

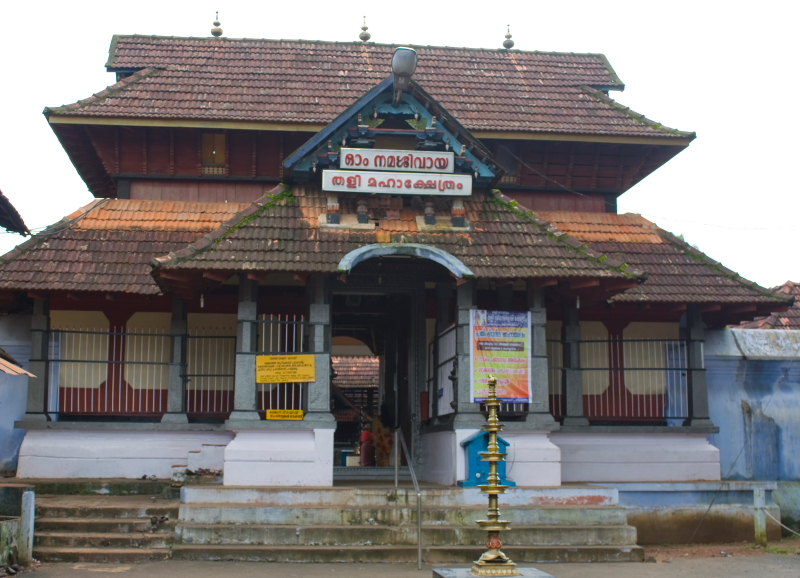
معبد ثالي، حاليًا، كوجيكود

ظهر عنوان زمورين لأول مرة في كتابات ابن بطوطة عام 1342. في الكتاب البرتغالي لدوارتي باربوسا (حوالي 1516)، أُطلق لقب حاكم كاليكوت على اسم غاميدري أو زومودري، مشتق من الملايلام ساميتيري المحلي. في تحفة المجاهدين التي كتبها زين الدين مخدوم الثاني في القرن السادس عشر الميلادي، تُلفظ الكلمة باسم سامري. كان يعتقد أن هذا مشتق من السنسكريتية سامودرا («البحر») ولها معنى «رب البحر». في الواقع، هذا المصطلح مشتق من اللغة السنسكريتية svami و sri (والتي في شكلها المشترك تصبح tiri)، والتي يصفها كريشنا إيير بأنها «إمبراطور». يعطي اللقب الكامل باسم (Svami Tiri Tirumulapad) («إمبراطور أغسطس»).
استخدم السامريون اللقب بونتوراكون أو بونتوراكون (فيكتور / لورد بونتورا؟) في نقوش من ج. 1100، في سجلات القصر المعروفة باسم غرانثافاريس، وفي المعاهدات الرسمية مع الإنجليزية والهولندية. لا توجد سجلات تشير إلى الاسم الشخصي الفعلي للمسطرة. قد تكون بونتورا مكانًا لأصلهم، أو ساحة معركة، أو ميناء شهرة كبيرة. تم العثور على اللقب «كونالكون» ("Lord of Hills and Waves") وشكلته السنسكريتية "Shailabdhishvara" في الغالب في الأعمال الأدبية اللاحقة (مثل قصائد Manipravalam و Sanskrit).

## مقاعد السلطة
كانت ثريكافيل كوفيلاكام في بوناني بمثابة منزل ثانٍ لعائلة سامريو كاليكوت. مقاعد ثانوية أخرى تم إنشاؤها جميعًا في وقت لاحق لسامريو كاليكوت، كانت في كل من تريشور وكودونغالور.
في أواخر القرن الخامس عشر، كانت الموانئ الرئيسية في كيرالا وهي هي بانثالاييني (بانطا لابيني) وكاليكوت تخضع لسيطرة السامريون. استمد السامريون الجزءًا الأكبر من الإيرادات عن طريق فرض ضرائب على تجارة التوابل عبر موانئه. أصغر الموانئ في المملكة هي بوثوباتانام (كوتاكال) وبارابانانغادي وتنور وبوناني وشيتوفا وكودونغالور. بينما كان ميناء بيبور كمركز لبناء السفن.

### كاليكوت
- ذكرها ابن بطوطة، باسم «قالقوط».[19]
- احتل ميناء كاليكوت مركزاً اقتصادياً وسياسياً متفوقاً في ولاية كيرالا، بينما اقتصر نشاط كولام (كويلون) وكوتشي وكانور تجاريًا على أدوار ثانوية.[7] أطلق الرحالة على المدينة أسماء مختلفة - اختلفت عن الاسم المالايالامي. أطلق عليها الرحالة من الشرق الأوسط اسم «كاليكوتة»، وأطلق التاميل على المدينة اسم «كليكوتاي»، وبالنسبة للصينيين كانت تسمى«كاليفو» أو «قولي».[20]
- في العصور الوسطى، أُطلق على كاليكوت لقب «مدينة التوابل» لدورها كنقطة تجارية رئيسية للتوابل الآسيوية.[21] عززت المصالح الصينية والشرق أوسطية في مليبار، والطموح السياسي للحكام الناشئين حديثًا، أي السامريون، وتراجع ميناء كودونغالور (1341)، إلخ، ازدهار الميناء.[13] يبدو أن ظهور كاليكوت، كميناء ودولة، لم يحدث إلا بعد القرن الثالث عشر.
- كاليكوت، على الرغم من كونها تقع في مكان غير مريح جغرافيًا، إلا أنها تدين بالكثير من ازدهارها للسياسات الاقتصادية للسامريبن في كاليكوت.[22]
- كانت التجارة في ميناء كاليكوت تدار من قبل رئيس الميناء المسلم المعروف باسم شاه بندر كويا. أشرف رئيس الميناء على الجمارك نيابة عن الملك، وحدد أسعار السلع وجمع الحصص إلى خزانة كاليكوت.[18]
- يُعتقد أيضًا أن اسم المجموعة الفاخرة الشهيرة من القماش القطني المسمى كاليكو مشتق من كاليكوت.[5]

### بانثالاييني كولام (بانطا لابيني)
- تُعرف أيضًا باسم «الفندرينا» (ابن بطوطة)، و«شاوجونان» (Daoyi Zgilue).[23]
- تقع شمال كاليكوت، بالقرب من الخليج. الموقع الجغرافي مثالي في فصل الشتاء للسفن خلال الأمطار الموسمية السنوية.[24]
- حضور التجار الشيتي والعرب واليهود وغيرهم.[25]

## الطبقة وتسلسل الخلافة
وفقًا لـ ك. ف. كريشنا أيير، مؤرخ البلاط في كاليكوت، فإن أعضاء البيت الملكي من السامريين ينتمون إلى طبقة طائفة عيرادي وهي إحدى الطبقات الفرعية لأرستقراطية. ادعت طبقة طائفة السامانتا "مكانة أعلى من بقية الطبقات (الناير). قد تكون الصيغة اللاهوتية الهندوسية التي يجب أن يكون الحكام من فارنا (طبقة) الكشاتريا بمثابة تعقيد لسامانتا من عاهل كودونقالور شيرا. لذا فإن السامانتاس - الذين تبلوروا بالفعل كمجموعة اجتماعية مميزة، شيء من "طبقة فرعية" - بدأوا في تصميم أنفسهم على أنهم "سامانتا كشاتريا". لدى السامانتا عادات الولادة والزواج والموت مماثلة لمجتمع طبقات (الناير) الآخرى.
في العائلة المالكة، عادة ما يتم ربط ثاليس الأميرات من قبل Kshatriyas من عائلة رئيس كودونغالور، والتي اعترف بها السامريون على أنها أقدم وبالتالي أعلى رتبة. كان شركاء Sambandham من نامبوديري البراهمة أو الكشاتريا. تزوج الرجال الملكيون من سامانتان أو من نساء ناير. تم تكريم زوجة السامري بلقب "Naittiyar".
كانت عائلة الزعماء القبليين الذين حكموا الأنظمة السياسية في ولاية كيرالا قبل العصر الحديث تُعرف باسم سواروبام. كان حكام كاليكوت ينتمون إلى «نيديريبو سواروبام» ويتبعون نظام الميراث الأمومي. أصبح أكبر عضو ذكر في نيديريبو سواروبام سامري كاليكوت. كان هناك نمط محدد للخلافة، يُشار إليه بواسطة «ستانم» (sthanams) في السلالة الملكية. تم تحديد خمسة ستانم في كاليكوت. استندت هذه المناصب على الأقدمية الزمنية للشاغل في مختلف ثوافة سواروبام وشكلت ما يسمى في السجلات بـ "kuruvazhcha". على عكس حالة كوشين (كوتشي)، لم يكن هناك تناوب على الموقف بين الثوازه. وبالتالي، لم يتمتع أي من الثوازي بأي امتياز أو أسبقية في مسألة الخلافة، لأن المعيار الوحيد للخلافة كان أقدمية السن.
توجد خمسة ستانامات في كاليكوت، لكل منها ممتلكات منفصلة خاصة به يتمتع بها على التوالي كبار أعضاء كوفيلكامس الثلاثة من الأسرة.
1. ستانم الأول: سامري كاليكوت
2. ستانم الثاني: Eranadu Ilamkur Nambiyathiri ثيرومولبادو (الإيرالبادو). الثاني في خط الوريث على العرش. كان مقر إيرالبادو في كاريمبوزا (في المنطقة الشمالية الشرقية من منطقة بالاكاد الحالية). تم ضم هذه المنطقة من مليبار من فالوفانادو في قيادة إيرالبادو آنذاك.
3. 3 ستانم الثالث: إيرانادو موننامكور نامبياثيري ثيرومولباد (مونالبادو)
4. ستانم الرابع: Edattaranadu Nambiyathiri ثيرومولبادو (Etatralpadu) - مذكور في نقش Manjeri Pulapatta باعتباره القائد الأعلى لـ «ثلاثمائة» Nairs.[16] اعتاد Etatralpadu الإقامة في قصر في Edattara بالقرب من مانجيري.
5. ستانم الخامس: Nediyiruppu Mootta Eradi ثيرومولبادو (نادورالبادو). نادورالبادو كان الرئيس السابق للمنزل (رئيس Eranadu تحت Cheras of كودونغالور [5]).

الثلاثة هم:
1. Kizhakke Kovilakam (الفرع الشرقي)
2. بادينهير كوفيلاكام (الفرع الغربي)
3. بوثيا كوفيلاكام (فرع جديد)

استمتعت فاليا ثامبوراتي، العضوة البارزة في عائلة السامريين بأكملها، بملكية منفصلة تُعرف باسم أمبادي كوفيلاكام." لم يُسمح للمرأة بأن تكون حاكمة لكاليكوت، وتتبع العضو الأكبر سنًا الأنثى لتصبح السامري التالية.

## تاريخ

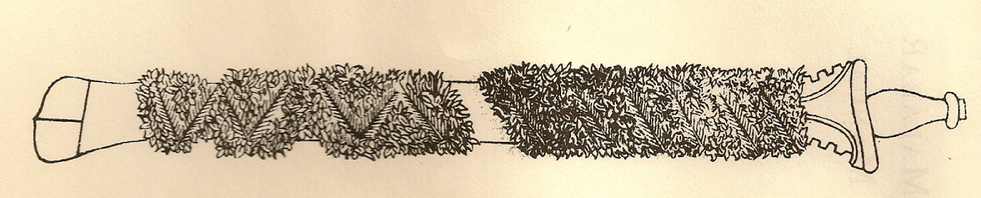
صورة لسيف سامري كوجيكود، المرتبط بأسطورة تشيرامان بيرومالس.

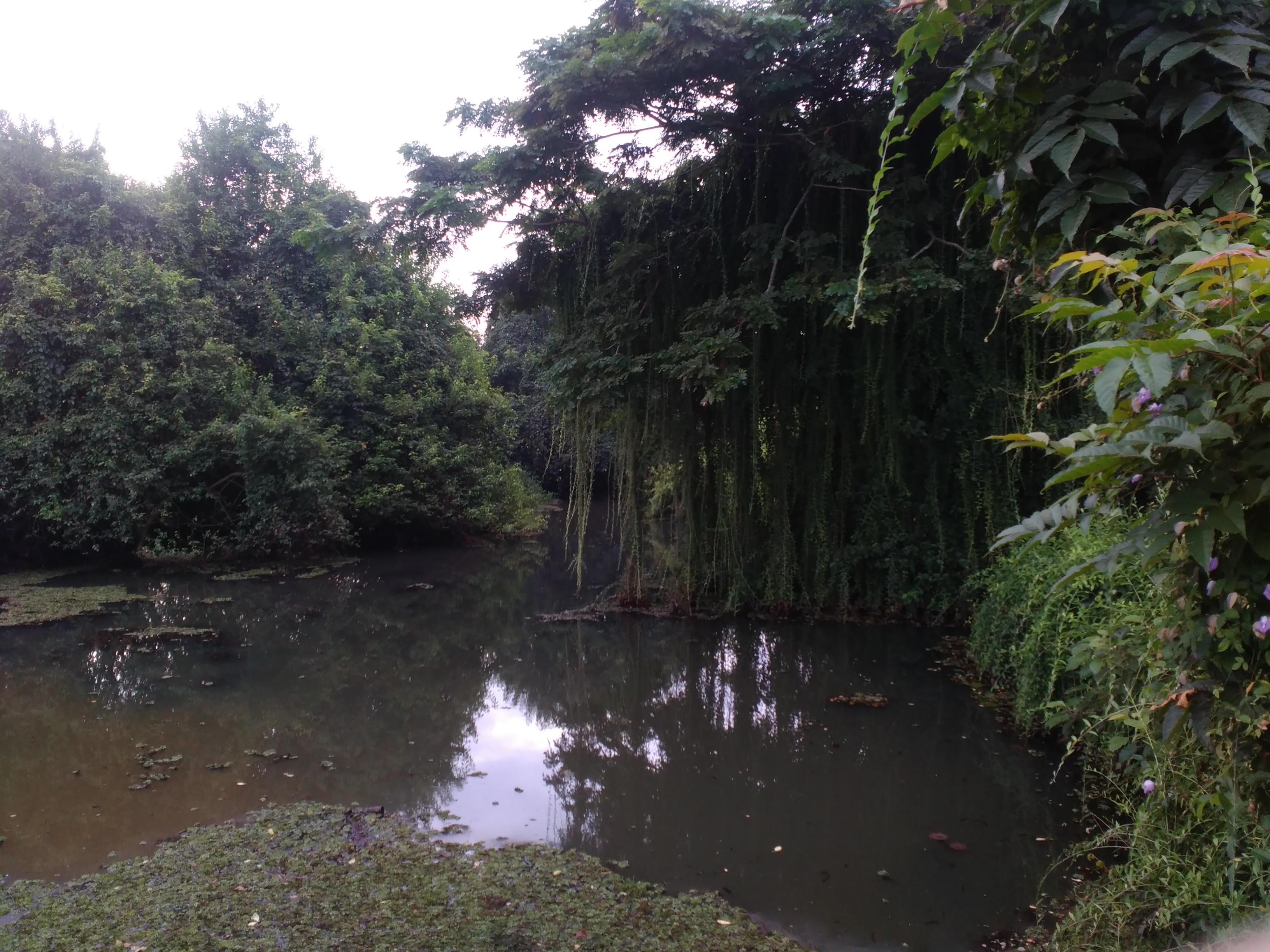
منح ملك شيرا محارب عيرادي، كعلامة على الامتنان، قطعة صغيرة من الأرض ("كوجيكود وتشوليكادو").

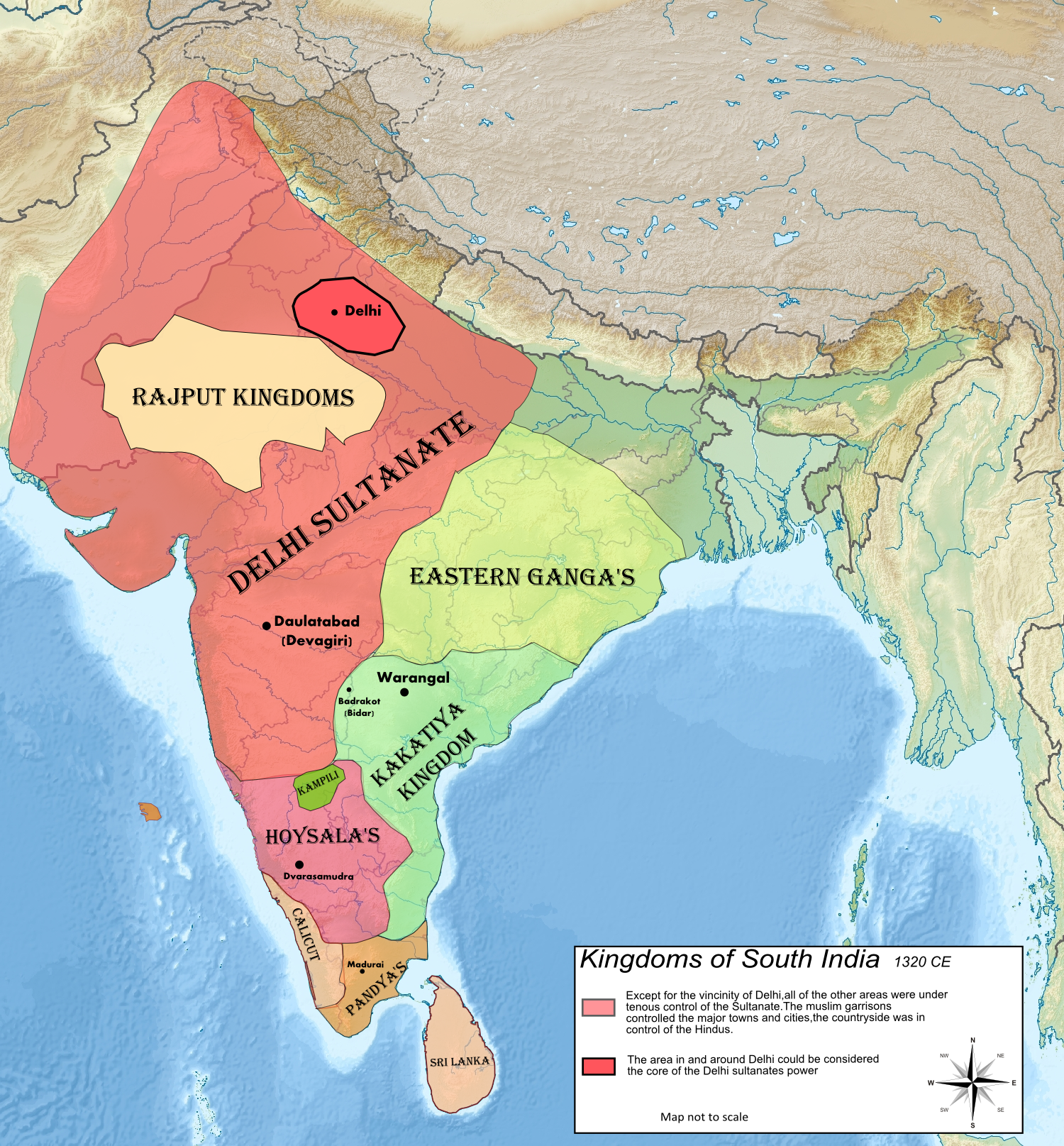
الهند في أوائل عام 1320. لاحظ أن معظم أجزاء ولاية كيرالا الحالية كانت تحت سيادة سامريكوجيكود.

الأساطير البراهمانية مثل كيرالولباثي (تم تجميعها في شكلها النهائي من القرن السابع عشر إلى الثامن عشر) وكاليكوت غرانثافاري تسرد الأحداث التي أدت إلى إنشاء ولاية كاليكوت.
كان هناك شقيقان ينتميان لعائلة إرادي الحاكمة في نيديروبو. كان الأخوان مانيشان وفيكرامان المحاربين الأكثر ثقة في ميليشيا كودونغالور شيراس. تميزوا في المعارك ضد الأجانب. ومع ذلك، أثناء تقسيم مملكة تشيرا، فشل ملك تشيرا في تخصيص أي أرض لنيدييروبو. مليئًا بالذنب، أعطى الملك فيما بعد قطعة أرض مستنقعية غير مرغوب فيها تسمى كوجيكود للأخ الأصغر فيكرامان (مات الأخ الأكبر في المعركة). كما أهدى الملك سيفه الشخصي ومحارة الصلاة المفضلة له - وكلاهما مكسور - وقال له أن يحتل أكبر قدر ممكن من الأرض بكل قوته. لذلك غزا إراديس الممالك المجاورة وأنشأوا دولة كبيرة لأنفسهم. تعبيراً عن احترامهم لملك شيرا، تبنوا شعار سيفين متقاطعين، مع محارة مكسورة في المنتصف ومصباح مضاء فوقه.
ذكر دوارتي باربوسا (Durate Barbosa)، في أوائل القرن السادس عشر، سيف «شيرامان» (Cheraman) من بين السيوف الثلاثة والشعارات الملكية الأخرى لسامريين التي عادة ما يتم إخراجها في المواكب الاحتفالية. كان السامريون يعبدون السيف في معبدهم الخاص كل يوم وخاصة في وقت التتويج. احترق سيف شيرامان في هجوم مفاجئ من الهولنديين في كودونغالور (1670) بينما كان السامري يقيم مع فيلوتا نامبيار. تم صنع سيف جديد عام 1672 من شظايا القديم. لا تزال الأجزاء المكسورة من سيف عام 1672، المحفوظة في غلاف نحاسي مغلق بالكامل، تُعبد يوميًا في معبد بهاجافاتي الملحق بقصر السامري في ثيروفاتشيرا.

### حكام ارانادو
السجلات التاريخية المتعلقة بأصل سامريين كاليكوت غامضة. ومع ذلك، من المتفق عليه عمومًا بين المؤرخين أن العرادي كانوا في الأصل الحكام المستقلين لإرالنادو / إرانادو في مملكة كودونغالور شيرا. كانت مملكة كودونغالور تشيرا عبارة عن تجمعات من المشيخات كان يحكمها زعماء محليون. من المفترض أن يكون مكتب الرئيس / كبير أمراء العراديين (إيرالانادو أوتايا) وراثيًا. أقدم إشارة إلى رئيس ومشيخة العراديين هي لوحة النحاس اليهودية في كوشين (حوالي 1000). تذكر النقوش المالايالامية القديمة عنوانين لحكام العراديين - مانفيبالا مانافياتا (القرن الحادي عشر) ومانافيكراما (القرن الثاني عشر). في الفترة اللاحقة، كانت «مانافيكراما» و«مانافيدا» و«فيرارايا» هي الأسماء الوحيدة التي أُعطيت للأعضاء الذكور في العائلة المالكة، وكان السامري يُعرف دائمًا باسم «مانافيكراما». يعتقد المؤرخون أن مانافيدا قد يكون تحريفًا للقب المالايالامي القديم «مانافياتا». يحدد العلماء مبدئيًا مانافياتا ومانافيكراما بألقاب الأخوين الأكبر والأصغر من أسطورة الأصل الشهيرة.
كانت قوة «منظمة المائة» للأمير الكبير لللعراديين هي «ستمائة». تم العثور على مئات المنظمات بنفس القدرات في رامافالانادو وفالوفانادو وكيزملانادو وفينادو. يصادف العلماء نادو واحدًا فقط بقوة أقوى، وهي كورومبوراناد، مع قوة قوامها سبعمائة على الرغم من توفر العديد من أقلها مع خمسمائة من بوراكيزانادو، وثلاثمائة من نانتوزانادو، وما إلى ذلك.
| نقش                                                                                        | سنة                            | ملاحظات |
| ------------------------------------------------------------------------------------------ | ------------------------------ | --- |
| طبق نحاسي يهودي كوشين للملك كودونغالور تشيرا باسكارا رافي (سي 962-1021)                    | ج. 1000                        | ميثاق ملكي مالايالامي قديم في نصوص فاتزهوثو وغرانثا. ومن بين الموقعين على الميثاق، رئيس إيرالانادو، إيرالانادو أوتايا "مانافيبالا مانا فياتان". وفقًا للميثاق، أثناء إقامته في عاصمة تشيرا كودونغالور، منح الملك بهاسكارا رافي التاجر اليهودي جوزيف ربان طبقًا يمنحه ملكية النقابة التجارية Anchuvannam و 72 امتيازًا تجاريًا خاصًا. كما أُعفي الربان من جميع المدفوعات التي دفعها المستوطنون الآخرون في البلدة للملك، وتم منحه بدوره جميع حقوق المستوطنين الآخرين في البلدة. تم التصديق على الوثيقة من قبل المقاطعات الرئيسية لملك شيرا - جوفاردانا مارثاندا (فينادو)، كوتا تشيريكانثان (فينبالينادو)، مانافيبالا مانا فياتان (إيرالانادو)، رييران تشاتان (فالوفانادو)، كوتا رافي (نيتومبورايور-نادو) - قائد القوات الشرقية. أنشوفانام كانت نقابة تجارية في ولاية كيرالا نظمها تجار يهود ومسيحيون ومسلمون من الشرق الأوسط. |
| نقش معبد كولام راميشوارام لـ كودونغالور Chera King Ramavarma Kulasekhara (حوالي 1089-1122) | 1102                           | أمر ملكي مالايالامي قديم في نصوص فاتزهوثو وغرانثا. ملك شيرا راما كولاسيخارا، المقيم في كولام، جالسًا في المجلس الملكي مع آريا براهمينز من المعبد، والوزراء البراهمين الأربعة، وزعيم الألف نير، وقائد الستمائة نيرس فينادو، بونثوراكون مانافيكراما - رئيس إيرانادو، وغيرها من الخلافات، قاموا بتعويض (بعض) الإهانات ضد آريا براهمينز من خلال التبرع بالأرز لإطعام البراهمة يوميًا وتأجير Cherikkal لهذا الغرض لرئيس فينادو كومارا أودايا فارما. |
| نقش معبد أناندابورام ، ثريسور                                                              | فترة ما بعد الشيرا مباشرة      | نقش على المعبد يسجل قرار المجلس القروي (أوروتايافاي) في كاريموكو. وضع المجلس عقوبة لأولئك الذين عرقلوا موظفي معبد أناندابورام أو سرقوا ممتلكات المعبد ومنعوا طقوس المعبد. بالإضافة إلى دفع غرامة، سيخسر الجناة مكانهم في التجمع وحقهم في الحماية من Eranadu Nizhal (المحاربين). |
| نقش معبد تريشامبارام                                                                       | غير مؤرخ (ج. القرن الحادي عشر) | نقش مالايالامي قديم بخط فاتزهوثو وغرانثا. أنشأ رئيس إيرانادو مانافيبالا مانا فياتان وقفاً لـ تيروفيلاكو في معبد تريشامبارام. |
| نقش معبد Pulpatta ، مانجيري                                                                | غير مؤرخ (القرن الحادي عشر)    | نقش معبد مالايالامي قديم في نصوص فاتزهوثو وغرانثا. إن الستمائة من إرالانادو وثلاثمائة من إيتاتيراي نادو، من بين آخرين، يخصصون "أوتو" من خلال تخصيص الأرض لمعبد بولباتا. تسري الغرامة على مخالفة القواعد. إن الأورالار مخول بتسلم المسؤولية من باتافالان (الضابط المسؤول عن التحصيل) في حالة حدوث عائق. |
| لوحات نحاسية مسيحية سورية من فيراراجافا                                                    | 1225                           | تسجل اللوحات منح بعض الامتيازات والامتيازات والاحتكارات لـ Iravi Korthan ، رئيس النقابة التجارية Manigramam في كودونغالور. ويختتم ببيان أنه "صدر بمعرفة فينادو وأودانادو وإيرانادو وفالوفانادو" كانت مانيجرام نقابة تجارية شهيرة (نشطة في جنوب الهند وجنوب شرق آسيا) نظمها الهنود الأصليون. |
| مسجد موشندي نقش بونتوراكون                                                                 | القرن ال 13                    | مالايالامية قديمة - نقش حجري عربي باللغتين فاتزهوثو والعربية. ينشئ Punthurakkon (حاكم Eranad) وقفًا لمسجد موشندي. وفقًا للجزء العربي، اشترى بعض شهاب الدين ريحان - العبد المولى (عتيق) من أواخر مسعود - الأرض وبنى المسجد. |

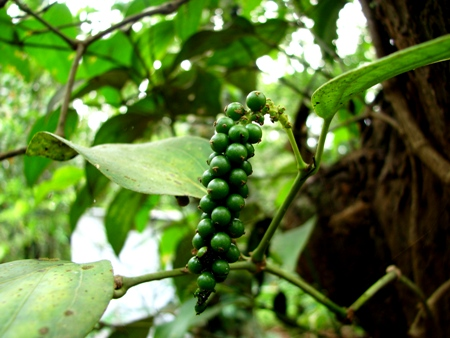
الفلفل

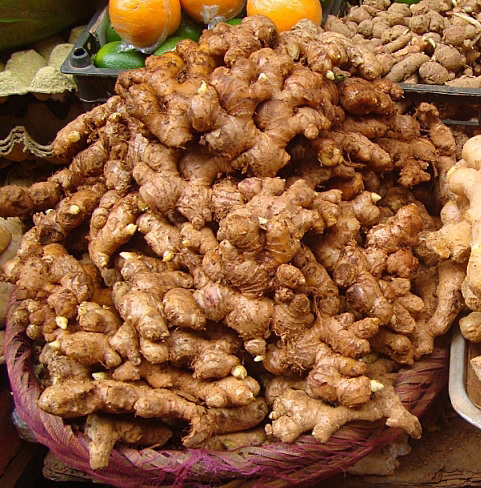
زنجبيل

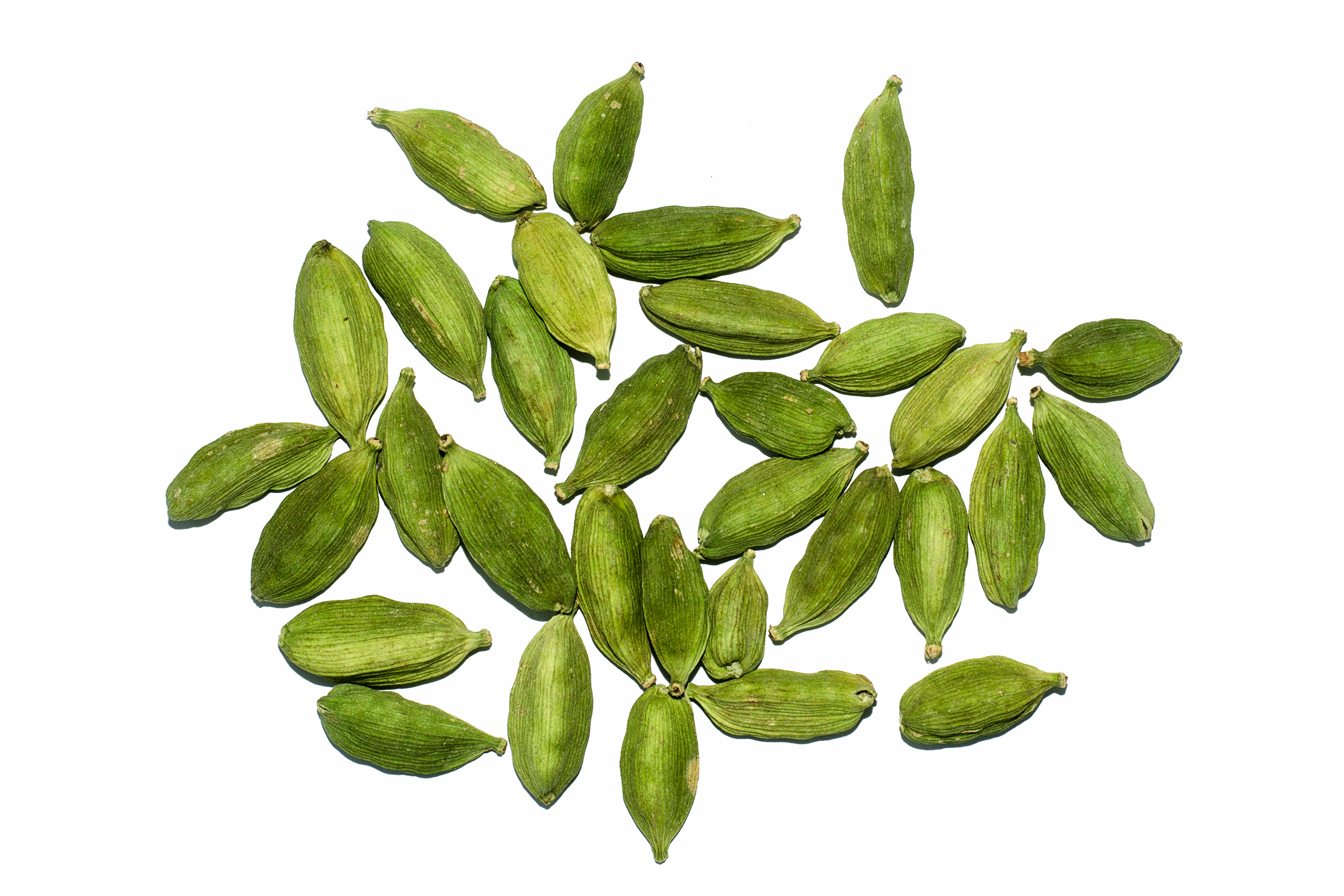
حب الهال

على الرغم من عدم وجود أساس متين لأسطورة التقسيم الشهيرة (تقليد Cheraman Perumal) المحيطة بنهاية كودونغالور Cheras، فمن المحتمل أنه بعد الاختفاء الغامض للحاكم، تم «تقسيم» الأرض وأن حكام مختلف البلدان أكدوا الاستقلال، معلنين أنه هديتهم من آخر حاكم.
هناك بعض الغموض فيما يتعلق بالمسار الدقيق للأحداث التي أدت إلى إقامة حكم إرادي على كاليكوت، مقعدهم اللاحق. يرى بعض المؤرخين أن الإرادي كان في الواقع المفضل لدى آخر ملوك كودونغالور شيرا لأنه كان في طليعة المعارك مع قوات تشولا - بانديا في جنوب ولاية كيرالا. يبدو أن العرادي قاد جيش شيرا إلى النصر. ومن ثم فقد منحه الملك، كعلامة امتياز، قطعة أرض صغيرة على ساحل البحر في كاليكوت بالإضافة إلى ممتلكاته الوراثية [مقاطعة إيرالانادو]. بعد ذلك، نقلت عائلة عرادي مقاعدها إلى «أراضي المستنقعات» الساحلية وأنشأت مدينة كاليكوت.
لتأكيد تأكيده على أن أمير عرادي كان عضوًا في الدائرة الداخلية لملك شيرا الأخير راما كولاسيخارا (حوالي 1089 - 1122)، يستشهد العلماء بنقوش مالايالامية قديمة (1102) وجدت على عمود من الجرانيت أقيم في فناء الفناء. معبد راماشوارام، كولام. وفقًا للنقش، الملك، المقيم في قصر بانينكافو في كوراكيني كولام، جالسًا في المجلس مع آريا البراهمة، الوزراء البراهمين الأربعة، زعيم الألف نير، زعيم الستمائة نيرس فينادو، بونثوراكون مانافيكراما - رئيس العراديين، والإقطاعيين الآخرين، جعلوا الصلاة (بعض) الإساءة ضد آريا البراهمة من خلال التبرع بالأرز لإطعام البراهمة يوميًا وتأجير تشريكل لهذا الغرض لرئيس فينادو كوماران أودايا فارما.

### التوسعات إلى وسط ولاية كيرالا
يصف كيرالولباثي الأحداث التي أعقبت هدية كاليكوت لأمير عيرادي.
شكلت كوجيكود وضواحيها جزءًا من بولانادو يحكمها بولارثيري. سار الإيرادي مع نيرس نحو بانيانكارا وحاصروا بولارثيري في قاعدته، مما أدى إلى مواجهة استمرت 48 عامًا. كان عرادي غير ناجح، ثم قام باسترضاء البهاغافاتي، ورشوة أتباع بولارثيري وحتى قرين حاكم بولانادو وفاز بهم إلى جانبه. علم من هذا الغدر هرب بولارثيري من كوجيكود. خرج عرادي منتصرًا ونقل مقعده من نيدييروبو إلى كوجيكود - ثم أطلق عليه أيضًا اسم «ثريفيكرامابورام». بنى عرادي حصنًا (كويل كوتا) في مكان يسمى «يلابورام» "(Velapuram") (ميناء) لحماية مصالحهم الجديدة.
تغير ميزان القوى في ولاية كيرالا عندما طور حكام العراديين الميناء في كاليكوت. أصبح السامري أحد أقوى الزعماء في ولاية كيرالا. في بعض حملاته العسكرية - مثل تلك في فالوفانادو - تلقى الحاكم مساعدة لا لبس فيها من البحارة المسلمين في الشرق الأوسط. يبدو أن قاضي كاليكوت المسلم عرض كل المساعدة في «المال والمواد» على السامريون لضرب ثيرونافايا.
سرعان ما اضطرت المشايخ الصغيرة الواقعة جنوب كاليكوت - بيبور وشاليام وبارابانادو وتانور (فيتام) - إلى الاستسلام وأصبحت خصوماتهم واحدة تلو الأخرى. أقر حكام باييورمالا وكورومبراناد وغيرهم من رؤساء ناير في ضواحي كاليكوت أيضًا بسيادة كاليكوت. كانت هناك معارك بين كاليكوت وكورومبرانادو لمنطقة ساحلية تسمى بايانادو. كان باييعنداو جزءًا من كورومبراناد في العصور المبكرة، وتم منحه في النهاية كـ «هدية ملكية» لكاليكوت. اجتاحت كاليكوت بسهولة محاربي كورومبرانادو في المعركة وكان على كورومبرانادو رفع دعوى من أجل السلام باستسلام فاليسيري.

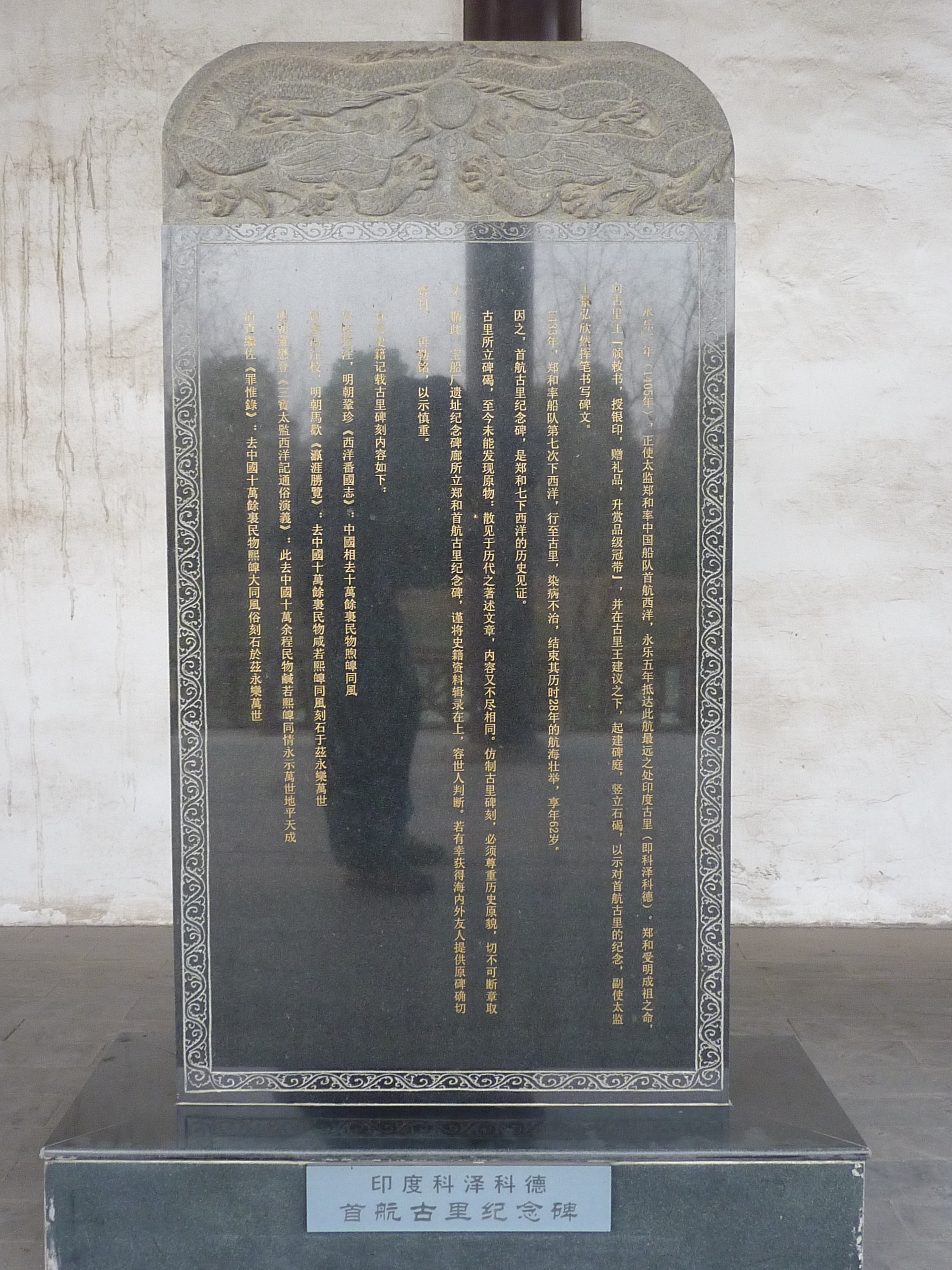
نسخة طبق الأصل حديثة من الشاهدة المثبتة في كاليكوت بواسطة Zheng He. شوهد مع اللوحات الأخرى في Stele Pavilion of the Treasure Boat Shipyard في نانجينغ.

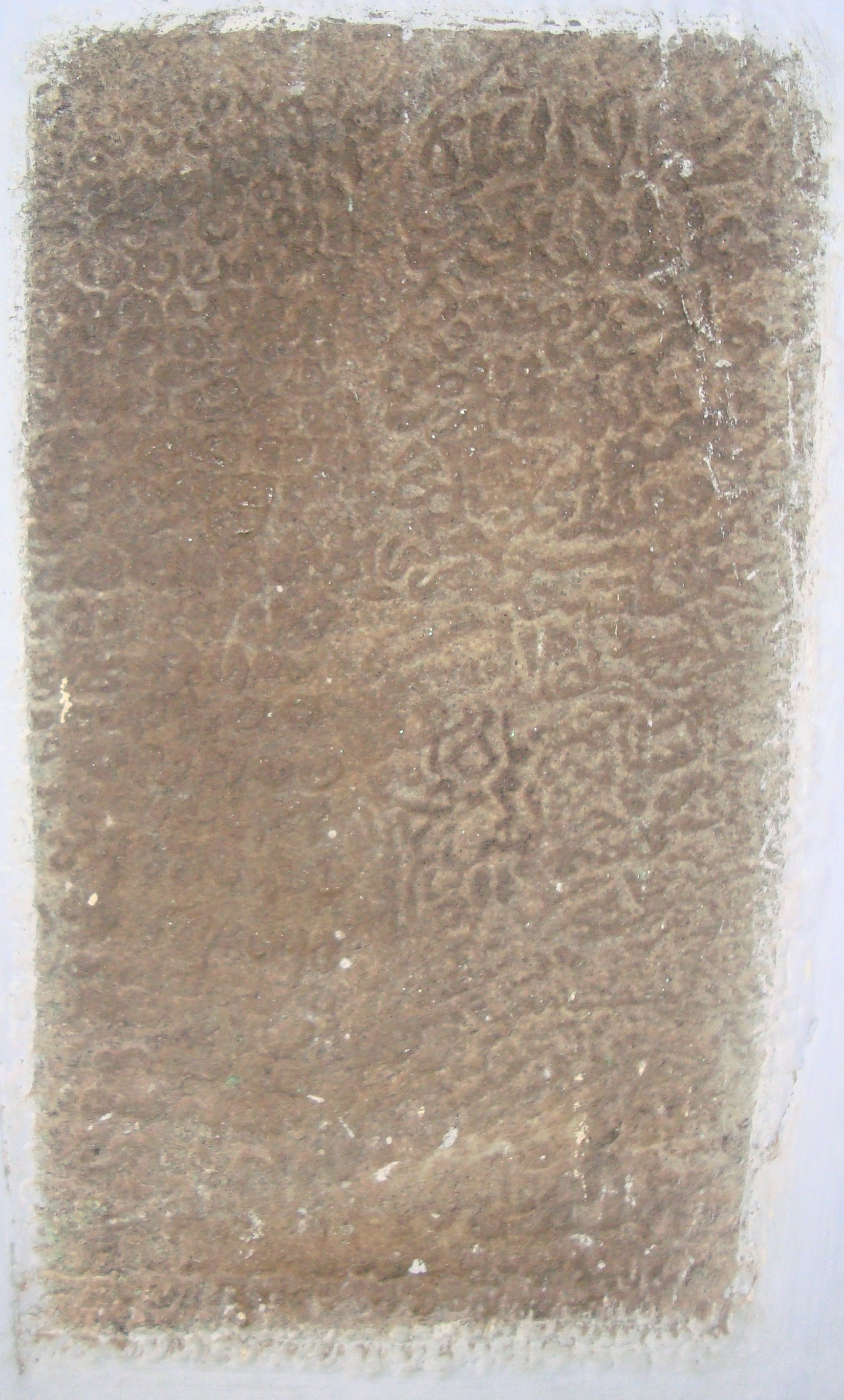
نقش مسجد Muccunti. يذكر النقش كلمة "بونتوراكون" على وجه التحديد

بعد ذلك، وجه حاكم كاليكوت انتباهه إلى وادي بيرار. ثم حكم فالوفاكوناثيري، الرئيس الوراثي القديم لفالوفانادو، أجزاء كبيرة من الوادي. كان الهدف الرئيسي لكاليكوت هو الاستيلاء على مستوطنة ثيرونافايا المقدسة. سرعان ما وجد السامريين أنفسهم تدخلوا في ما يسمى كورماتسارام بين نامبوديريس من بانيوركور وشوفاراكور. في آخر حدث، قام نامبوديريس من ثيروماناسيري نادو بالاعتداء على القرية المنافسة المجاورة وحرقها. جاء حكام فالوفانادو وفالوفانادو لمساعدة تشوفارام وداهموا بانيور في وقت واحد. تم اجتياح ثيروماناسيري نادو من قبل جيرانها في الجنوب والشرق. ناشد ثيروماناسيري نامبوديري حاكم كاليكوت للمساعدة، ووعد بالتنازل عن ميناء بوناني لكاليكوت كثمن لحمايته. كاليكوت، التي تبحث عن مثل هذه الفرصة، قبلت العرض بكل سرور.
بمساعدة محاربي رؤسائهم (شاليام، وبايبور، وتانور، وكودونغالور) والأسطول البحري الإسلامي تحت كويا من كاليكوت، تقدم مقاتلو السامري برا وبحرا. هاجمت القوة الرئيسية تحت قيادة السامري نفسه، مخيمات في ثريبانقودو ، قوة متحالفة من فالوفانادو وبيرومبادابو من الشمال. في هذه الأثناء، قادت قوة أخرى تحت قيادة إيرالبادو أسطولًا عبر البحر وهبطت في بوناني وانتقلت لاحقًا إلى ثيروماناسيري، بنية النزول إلى ثيرونافايا من الجنوب بمساعدة محاربي ثيروماناسيري البراهمة. كما منع إيرالبادو محاربي بيرومبادابو من الانضمام إلى قوات فالوفانادو. دعم التجار والقادة المسلمون في بوناني قوة كاليكوت بالطعام والنقل والمؤن. تحرك محاربو إيرالبادو شمالًا وعبروا نهر Perar واتخذوا موقعًا على الجانب الشمالي من النهر. سار كويا على رأس طابور كبير واقتحم ثيرونافايا. على الرغم من حقيقة أن محاربي فالوفانادو لم يحصلوا على مساعدة بيرومبادابو في الوقت المناسب، فقد قاتلوا بقوة واستمرت المعركة. في غضون ذلك، نجح وزير كاليكوت مانغاتاشان أيضًا في تحويل كادانامانا الافاكاييل فيلودي (فرع كادانامانا الصغير) إلى جانبهم. أخيرًا، قُتل اثنان من أمراء فالوفانادو في المعارك، وهجر الناير المستوطنة وكاليكوت غزت ثيرونافايا.
لم يكن الاستيلاء على ثيرونافايا نهاية توسع كاليكوت في فالوفانادو. واصل السامري اندفاعاته فوق فالوفانادو. تم احتلال مالابورام ونيلامبور وفالاباناتوكارا ومانجيري بسهولة. واجه مقاومة شديدة في بعض الأماكن واستمرت المعارك بشكل مطول ومتقطع لفترة طويلة. مزيد من الهجمات في الشرق ضد فالوفانادو لم تطول ولم تكن صعبة على كاليكوت.
كانت المعارك على طول الحدود الغربية لفالوفانادو مريرة، حيث اتسمت بالخيانة والجريمة. جاء بانثالور و «عشرة كلام» (Ten Kalams) تحت حكم كاليكوت فقط بعد صراع طويل. أشعل اغتيال وزير من كاليكوت على يد رئيس وزراء فالوفانادو أثناء زيارته لفينكاتاكوتا في فالوفانادو المعركة التي استمرت لما يقرب من عقد من الزمان. أخيرًا، تم القبض على وزير فالوفانادو من قبل محاربي السامري وأعدموا في بادابارامبو، واحتلت السامريون مقاطعته (عشرة كالامس، بما في ذلك كوتاكال وبانتالور). تلقى كيزهاكي كوفيلاكام مونالابادو، الذي لعب دورًا رائدًا في هذه الحملة، نصف المقاطعة التي تم الاستيلاء عليها حديثًا من السامري كهدية. كانت خسارة رئيس الوزراء الموالي بشدة أكبر ضربة لفالوفانادو بعد خسارة تيرونافايا وبوناني.

### التوسعات إلى كوتشي
واجهت كاليكوت الهزيمة في هجومها التالي على بيرومبادابو سواروبام. قاومت القوات المشتركة لبيرومبادابو وفالوفانادو محاربي كاليكوت واندلعت معركة شرسة لمدة ثلاثة أيام، وفي نهايتها كانت قوات كاليكوت في حالة انسحاب.
بعد فترة من الهدوء المضطرب في ولاية كيرالا، احتلت كاليكوت نيدونقانادو، وهي نظام حكم صغير بين فالوفانادو وبالاكاد (بالغات). تم اجتياح نيدونقانادو دون توجيه ضربة واحدة. استسلم رئيس نيدونقانادو لقوات كاليكوت في مكان يسمى كوديكوني. ثم استولى محاربو كاليكوت على عدد من القرى الصغيرة حول ثيرونافايا - مثل ثيروفيغابورام - من فالوفانادو. حاول حاكم فالوفانادو التغلب على تقدم أمير كاليكوت في كولاكادو. بالقرب من كاريمبوزا في فالوفانادو، المنبوذين - شيروما وبانان كوتا - قاوموا تقدم قوات كاليكوت. فازت كاليكوت بالحب عن طريق الهدايا والهدايا. التقى أمير كاليكوت من قبل سلف كافالابارا ناير، التابع لفالوفانادو، في كاراكادو. استسلم رؤساء بالاكاد لكاليكوت في فنغوتري ونيلايي وكاكاثودو. عين سامري كاليكوت عرالبادو كحاكم لمنطقة جنوب مليبار خلال هذا الوقت. كان مقر المقاطعة في كاريمبوزا. طالابي (تالوك الحالية التي تحمل الاسم نفسه والمناطق الساحلية من بوناني إلى شيتواي) وتشنغازينادو خضعت لكاليكوت دون أي مقاومة.

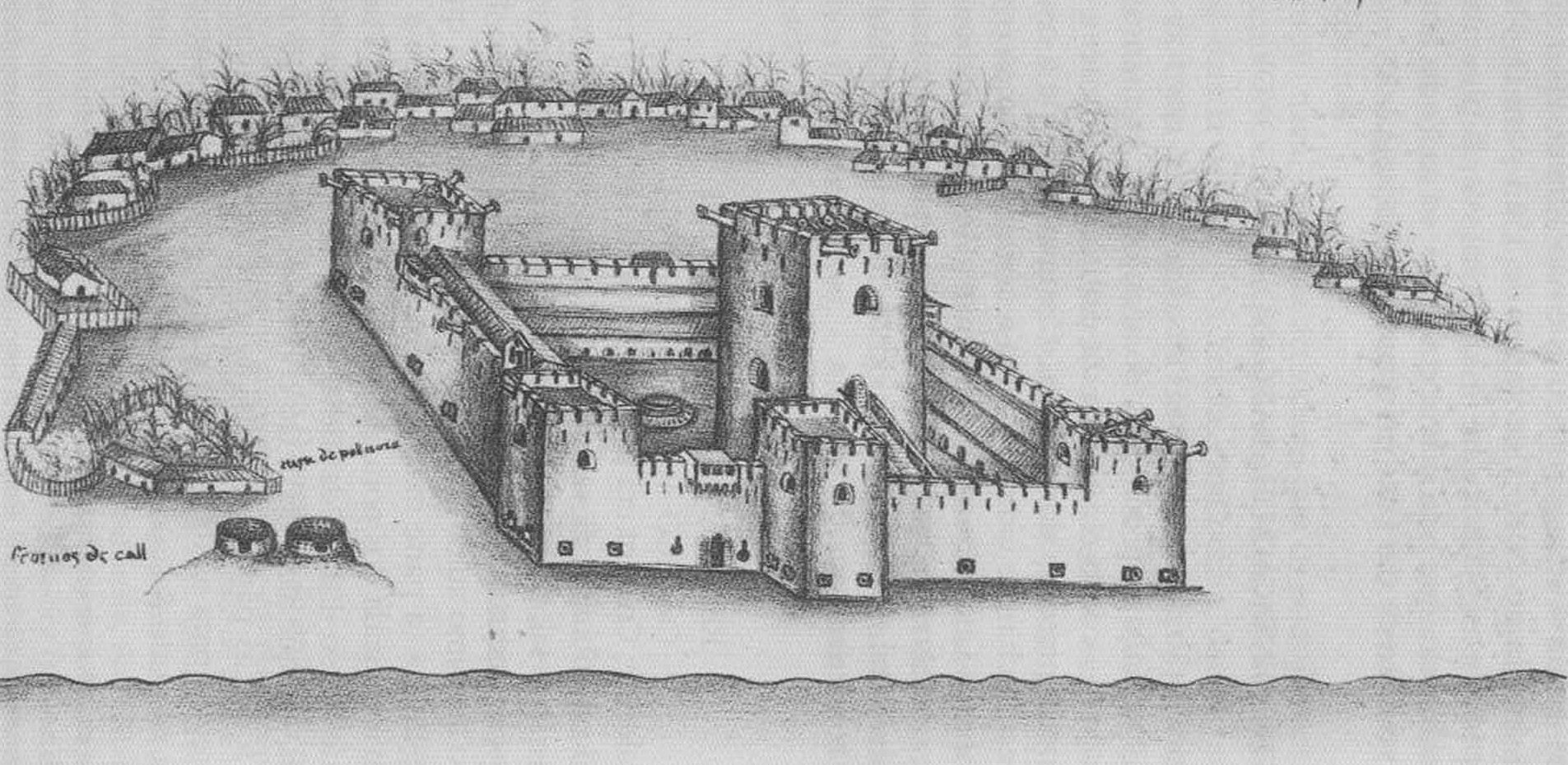
الحصن البرتغالي في كاليكوت

ثم أكمل كاليكوت إخضاع بوناني تالوك من فالوفانادو واستولى على فانرينادو من بيرومبادابو. أُجبر حاكم بيرومبادابو على نقل قاعدته جنوبًا إلى ثيروفانتشيكولام. عندما أصبح ثريكانا
ماثيلاكام بالقرب من ثيروفانتشيكولام تحت سيطرة كاليكوت وقام حاكم بيرومبادابو مرة أخرى بتحويل قاعدته جنوبًا إلى كوتشي (كوتشين، في عام 1405).
أخضعت كاليكوت أجزاء كبيرة من ولاية كوتشي في السنوات اللاحقة. تم استغلال الخلاف الأسري بين الفروع الأكبر والأصغر سنا للعائلة الحاكمة في كوتشي من قبل سامري كاليكوت. بدأ التدخل عندما تم طلب مساعدة كاليكوت ضد الفرع الأصغر الحاكم. دعم حكام كودونغالور وإيدابالي وإيرور وساركارا وباتينجاتيدام [ثريسور] وتشيتور قوات كاليكوت أو انضموا إليها في احتلال كوتشي. كان بعض هؤلاء تابعين لكوشي. هُزم رئيس كوتشي في معركة في ثريسور وتم احتلال قصره. لكن الزعيم المهزوم هرب إلى الجنوب. تبعًا للزعيم إلى الجنوب، اخترقت قوات كاليكوت بقيادة سامري واحتلت بلدة كوتشي. غير قادر على الصمود في وجه الهجمات، قبلت كوتشي أخيرًا حكم كاليكوت. تم تنصيب أمير الفرع الأكبر على عرش كوتشي تابعا.
أعقب المعارك ضد كوتشي معركة ضد بالاكاد والتوسع إلى نادوفاتوم من قبل أمير كاليكوت. تم وضع كولينقود من فينقانادو نامبيتي أيضًا تحت سيطرة كاليكوت خلال ذلك الوقت. استمرت المعارك الشديدة والمتكررة مع فالوفانادو بواسطة كاليكوت. ولكن حتى بعد خسارة حليفه الأعلى كوتشي، لم يخضع فالوفانادو لكاليكوت. اتبع حاكم كاليكوت عادة توطين العائلات المسلمة وعائلات الجنرالات الهندوس الآخرين الذين كانوا موالين له، في المناطق التي تم الاستيلاء عليها من فالوفانادو. احتلت كاليكوت فالوفانادو (تقلصت الآن إلى وادي أتابادي وأجزاء من ماناركاد وأوتابالام وبرينتالمانا) لكنها لم تستطع إحراز تقدم كبير في المناطق النائية.
نجحت كاليكوت أيضًا في إخضاع نظام حكم «كولاثونادو» (كانانور) لسيطرتهم. خلال توسعاته، احتل السامري «بانتالاييني كولام» كتقدم أولي إلى كولاثونادو. أرسل كولاثيري على الفور السفراء للخضوع لأي شروط قد تمليها كاليكوت. قام كولاثونادو بنقل المناطق المحتلة بالفعل إلى كاليكوت وبعض حقوق المعابد الهندوسية. ترتبط القصص حول أصل العائلة الحاكمة لكاداثانادو (فاتكارا) بمعركة العرادي مع بولانادو. عندما اندفعت عائلة السامري على بولانادو، نفى أميرة ملكية بولارثيري وتم الترحيب بها في كولاثونادو (كانانور) - أحد الأنظمة السياسية المتنافسة في السامري. بعد زواج أمير كولاتو من هذه الأميرة، ولدت عائلة كاداثانادو الحاكمة. يشير اسم كاداثانادو إلى الطريق العابر بين كولاثانادو وكاليكوت. تم نقل بعض حقوق الأراضي والمعابد الهندوسية إلى كاليكوت خلال زيارة قام بها حاكم كاليكوت إلى كولام.

## فتوحات فيجاياناغارا

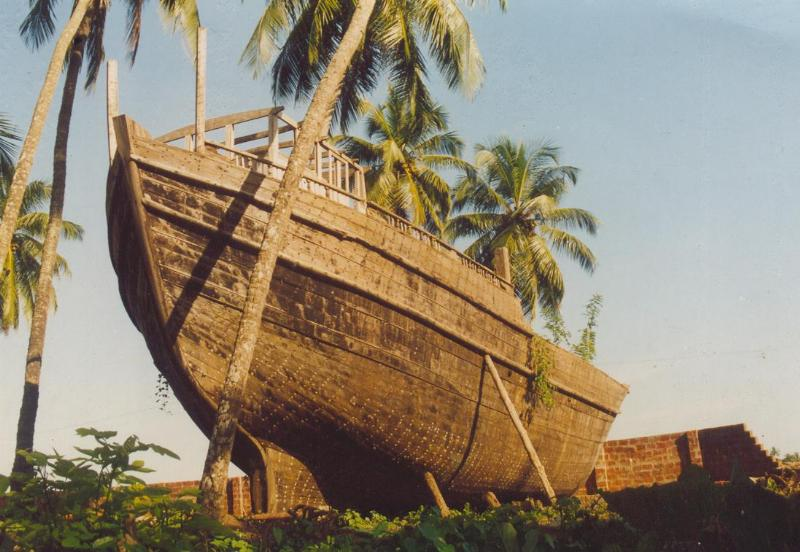
قوارب كبيرة بنيت في كاليكوت

احتل ديفا رايا الثاني (1424-1446)، ملك إمبراطورية فيجاياناغارا، كامل ولاية كيرالا الحالية في القرن الخامس عشر. هزم (1443) حكام فينادو (كولام، كويلون)، وكذلك كاليكوت. يقول فيرناو نونيس أن السامريين وحتى ملوك بورما الحاكمين في بيغو وتيناسيريم أشادوا بملك إمبراطورية فيجاياناغارا. في وقت لاحق يبدو أن كاليكوت وفينادو قد تمردوا ضد أسيادهم فيجاياناغارا، لكن ديفا رايا الثاني قمع التمرد.[بحاجة لمصدر]
مع تضاؤل قوة فيجاياناغارا على مدار الخمسين عامًا التالية، ظهر سامري كاليكوت مرة أخرى في ولاية كيرالا. بنى السامري حصنًا في بوناني عام 1498.
جاءت سفارة من السامريين في كاليكوت، حيث كان كبير المبعوثين مسلمًا يتحدث الفارسية، إلى البلاط التيموري لميرزا شاروخ في هرات في القرن الخامس عشر. كان بعض المسؤولين في هرات، قبل بضع سنوات، أثناء رحلة عودتهم من سلطنة البنغال، عالقين في ميناء كاليكوت، وفي هذه المناسبة استقبلهم سامري كاليكوت. أعجبه وصف التأثير التيموري، قرر السامري إرسال سفارته الخاصة إلى هرات.
عبد الرزاق، موظف لدى شاروخ، سرعان ما شارك في مهمة إلى كاليكوت (نوفمبر 1442 - أبريل 1443). حمل سلسلة من الهدايا من هرات، بما في ذلك حصان، وقطعة من الجلد، وغطاء رأس، وأردية احتفالية. يقول عبد الرزاق: «بالنسبة إلى الواجبات [في كاليكوت] ، في الأربعين، وهذا أيضًا، فقط على المبيعات، فهي أقل من تلك في هرمز [في الخليج العربي]»، كما يقول عبد الرزاق.
أثناء وجوده في كاليكوت، تمت دعوة رزاق من قبل حاكم فيجاياناقارا ديفا رايا الثاني إلى بلاطه. وصل المبعوث من ملك فيجاياناقارا وكان قد «طلب» من السامريين إرسال مبعوث هرات إلى بلاطه. ويقول أيضًا إن ملك فيجاياناجارا لا يملك «سلطة قضائية» على مملكة كاليكوت، ولكن يبدو أن السامري «لا يزال يشعر بالخوف الشديد من ملك فيجاياناقار».

## العلاقات مع يوان ومينغ الصين
من المعروف أن سفن تانغ الصينية زارت كثيرًا موانئ كيرالا الرئيسية في ذلك الوقت مثل كولام للتوابل (في القرنين التاسع والعاشر). وفقًا للمؤرخين، يمكن التعرف على «نامبيراج» المذكورة في لينغ دايدا مع كاليكوت.
منذ القرن الثالث عشر ، تطورت كاليكوت لتصبح مركزًا تجاريًا رئيسيًا حيث التقى بحارة الشرق الأوسط والصين لتبادل منتجاتهم. سجل ماركو بولو، الذي زار كاليكوت في 1293-1294، أن التجارة في ولاية كيرالا كانت تحت سيطرة الصينيين. يشير ابن بطوطة إلى التجارة الصينية النشطة في كاليكوت. يصف وانغ تا يوان - خلال فترة اليوان - تجارة الفلفل في كاليكوت في عمله «تاو إي تشيه».
زينج خه (تشنغ هو)، أميرال مينغ الصيني الشهير، زار كاليكوت عدة مرات في أوائل القرن الخامس عشر. توفي تشنغ على الأرجح في كاليكوت عام 1433 خلال رحلته السابعة إلى الغرب.
كان الهدف الرئيسي لبعثة مينغ الأولى (1405-1407) هو مملكة كاليكوت. يفترض المؤرخون أن الأسطول بقي من ديسمبر 1406 إلى أبريل 1407 في كاليكوت. رافق سفراء من كاليكوت، من بين مبعوثين من ولايات أخرى، الأسطول العائد (الرحلة الأولى) لإحضار مواد «الجزية» إلى نانكينغ في عام 1407. في الرحلة الاستكشافية الثانية، في 1408-1409، زار حنق هي كاليكوت مرة أخرى - وتوقف أيضًا في «كوتشن» (كوتشي). نفذ المبعوثون في البعثة الثانية (1408-1409) «تنصيب» رسمي لزمورين في كاليكوت «مانا بيهشيالامان». نصب نقش تذكاري في كاليكوت لإحياء ذكرى التنصيب. تم تسليم الألقاب والهدايا الصينية (الديباج والشاش) إلى السامري وحاشيته من قبل المبعوثين الصينيين. من المفترض أن تكون الإقامة لمدة أربعة أشهر في كاليكوت، ربما من ديسمبر 1408 إلى أبريل 1409. كما زارت البعثة الثالثة (1409-1411) - وهي أول رحلة تبحر إلى ما بعد الهند - كاليكوت. أبحر الأسطول من كاليكوت إلى سريلانكا عام 1411. كما زارت الأساطيل الرابع (1413-1415) والخامس (1417-1419) والسادس (1421-1422) والسابع (1431-1433) كاليكوت. تم إرسال عدد من وفود التكريم - في 1421 و 1423 و 1433، من بين آخرين - من قبل حكام كاليكوت إلى نانكينغ وبكين. وشملت الهدايا من كاليكوت الخيول والفلفل الأسود. تم تقديم بروكار من عدة أنواع لبعض مبعوثي كاليكوت. زار ما هوان كاليكوت عدة مرات ، ووصف التجارة في المنطقة. لاحظ فاي شينأيضًا التجارة النشطة في كاليكوت.
يمكن رؤية البقايا القليلة للتجارة الصينية في وحول مدينة كاليكوت الحالية. من بينها شارع الحرير والقلعة الصينية («تشيناكوتا») والمستوطنة الصينية («تشينا شيري» في كاباد) والمسجد الصيني («تشينابالي» في بانثالاييني كولام).

## العلاقات مع البرتغاليين

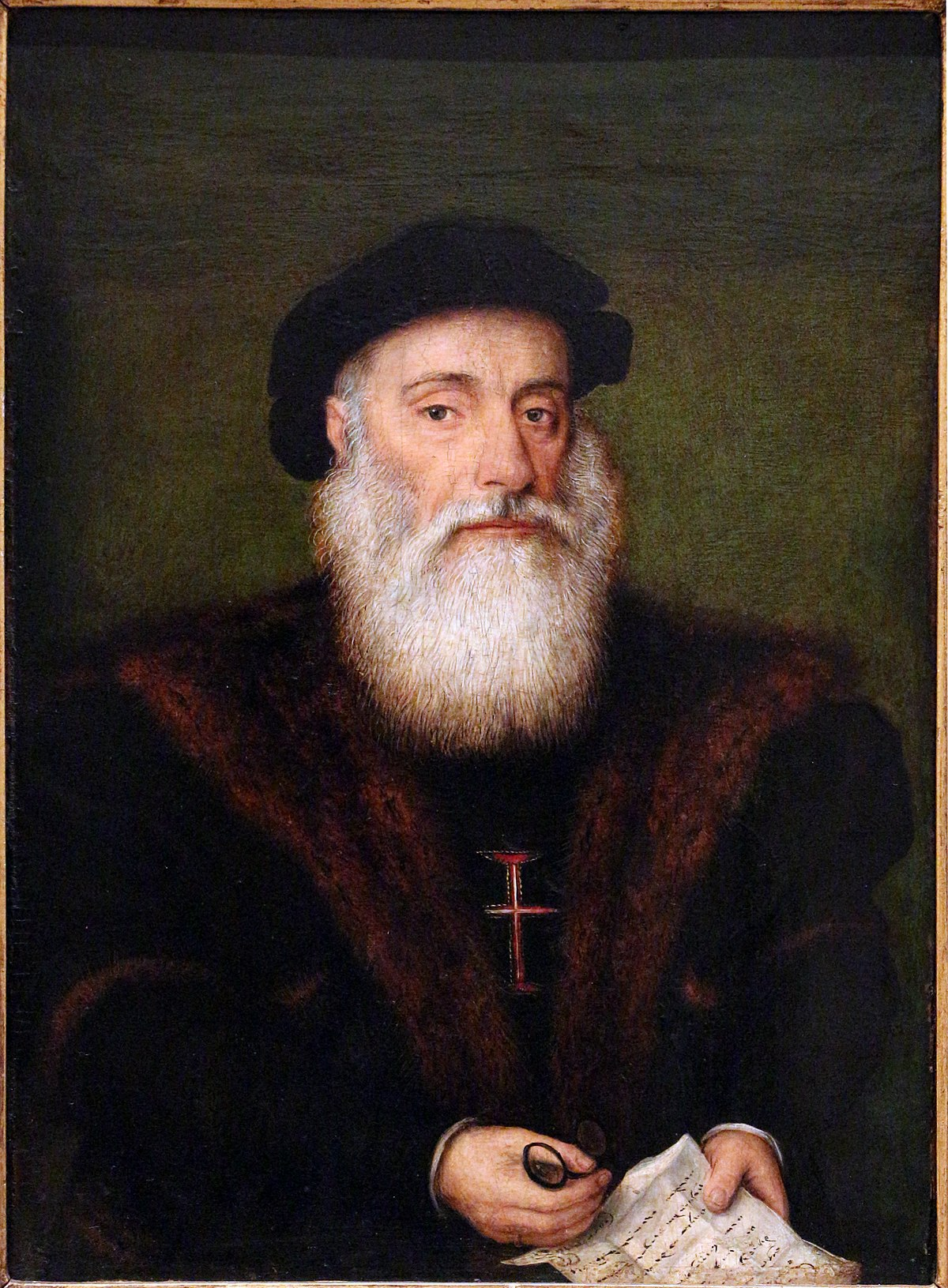
فاسكو دا غاما

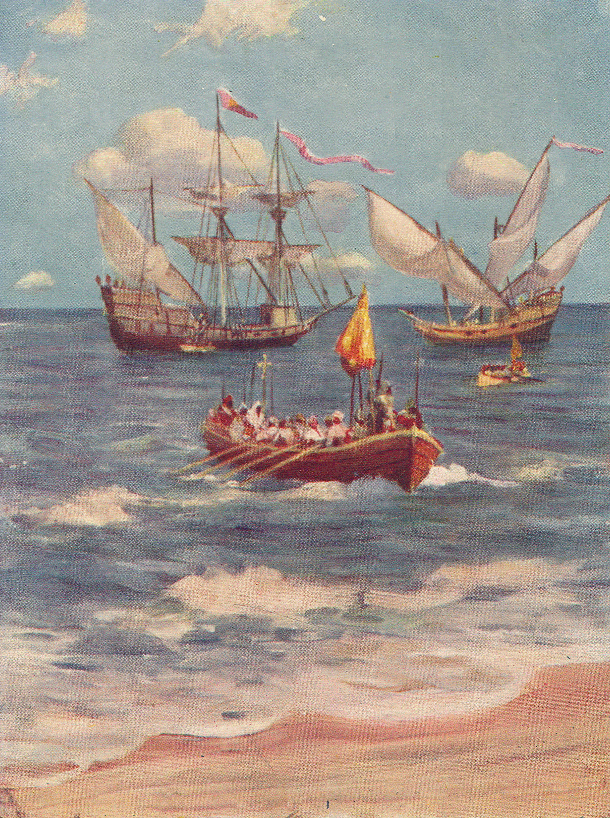
هبوط فاسكو دا غاما في كاليكوت - تصوير حديث (1911) بواسطة آلان ستيوارت

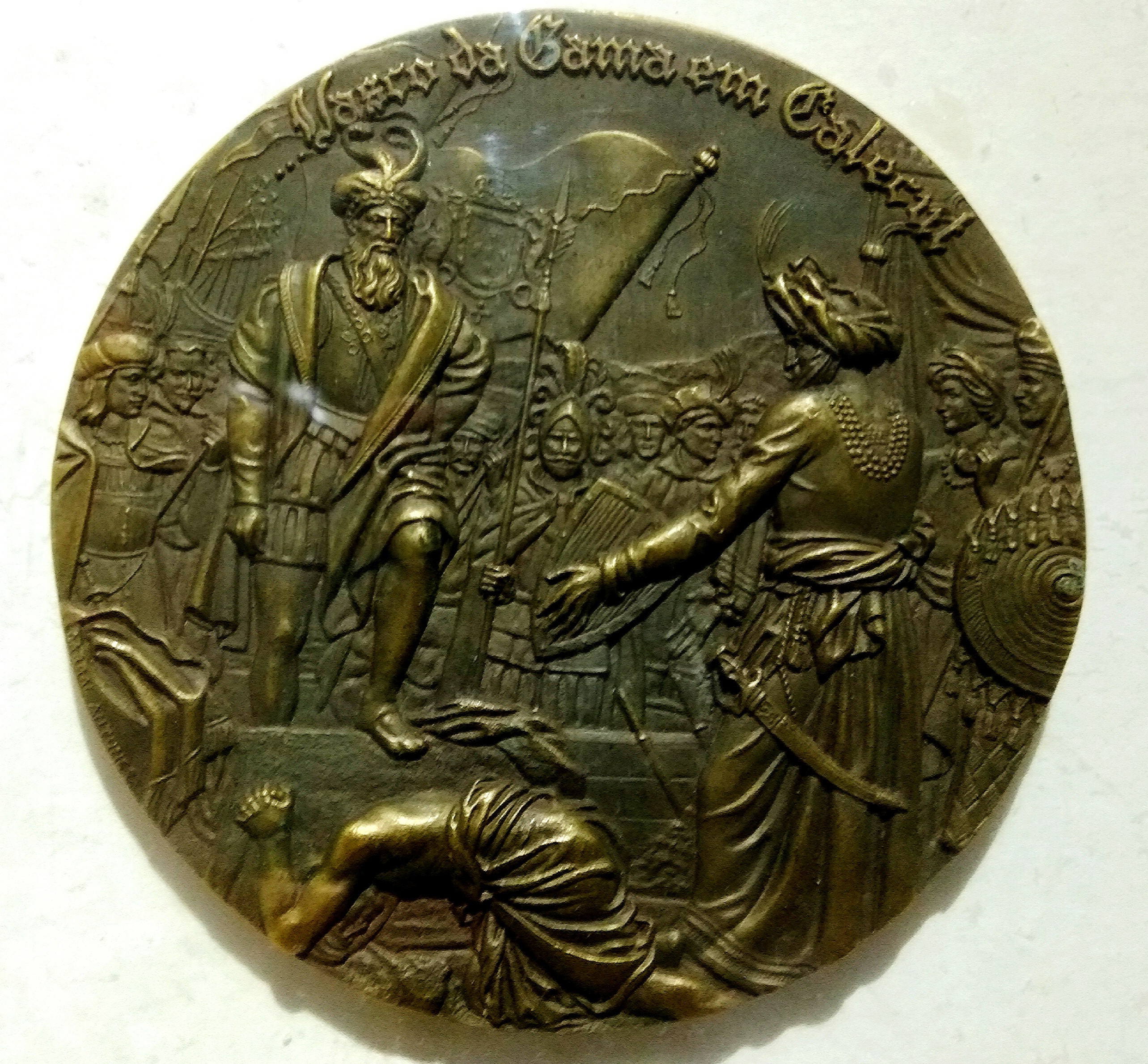
عملة برتغالية صدرت لإحياء ذكرى هبوط فاسكو دا غاما في كاليكوت

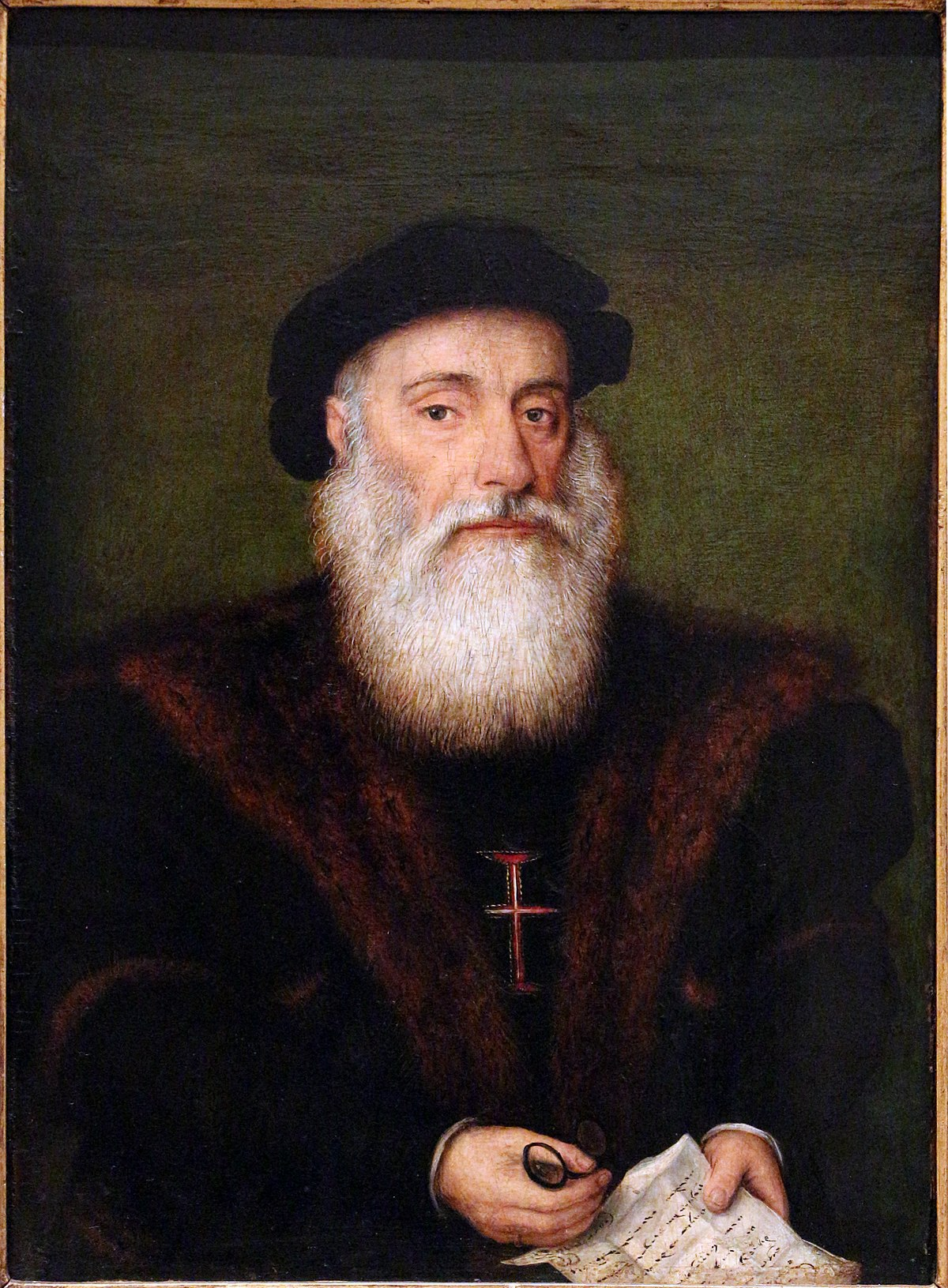
فاسكو دا غاما

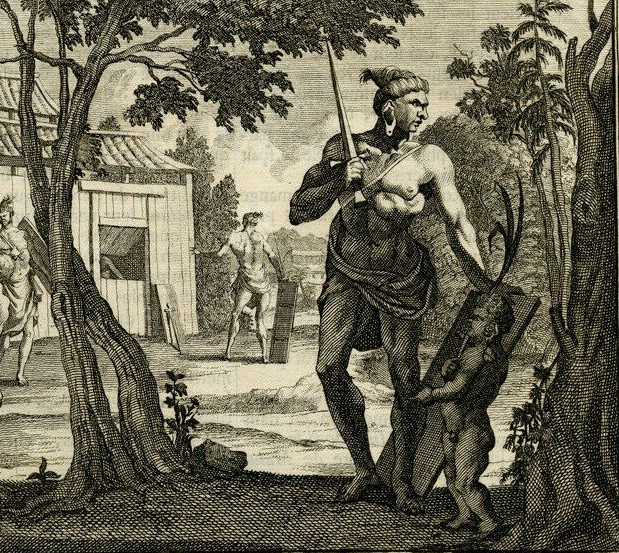
نيرس أوف مليبار في " ليه فوياج دو سيور ألبرت دي ماندلسو " بقلم بيير فان دير آأ في ليدن (1720)

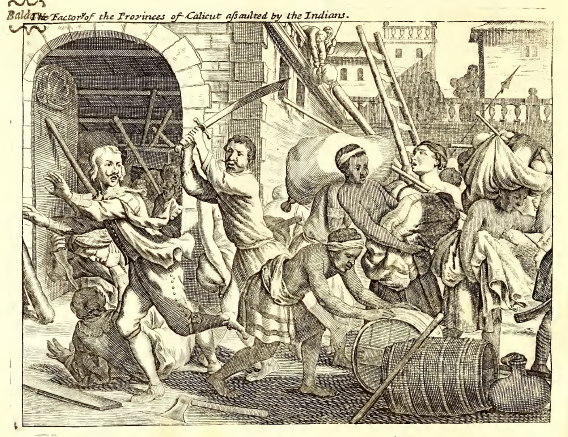
العرب وسكان مليبار المحليين يهاجمون البرتغاليين في كاليكوت

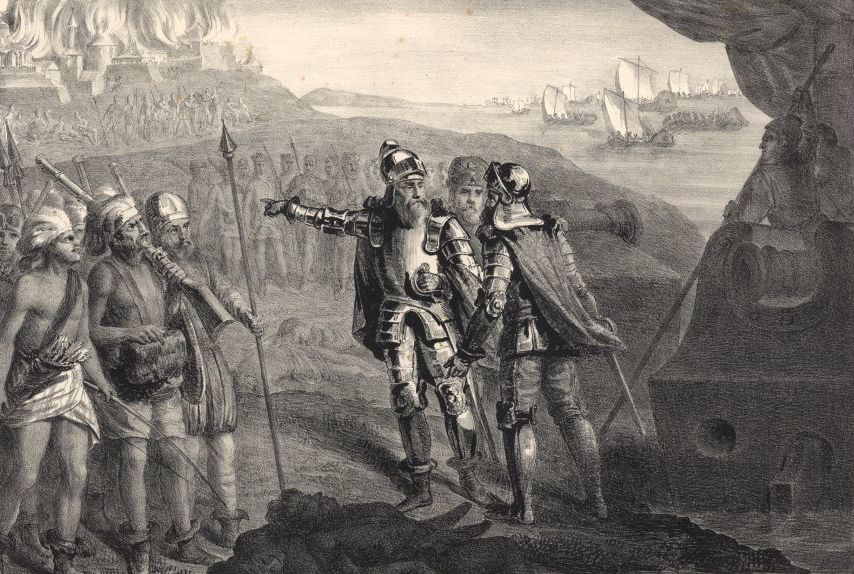
انتصار دوارتي باتشيكو في معركة كوشين (1504)

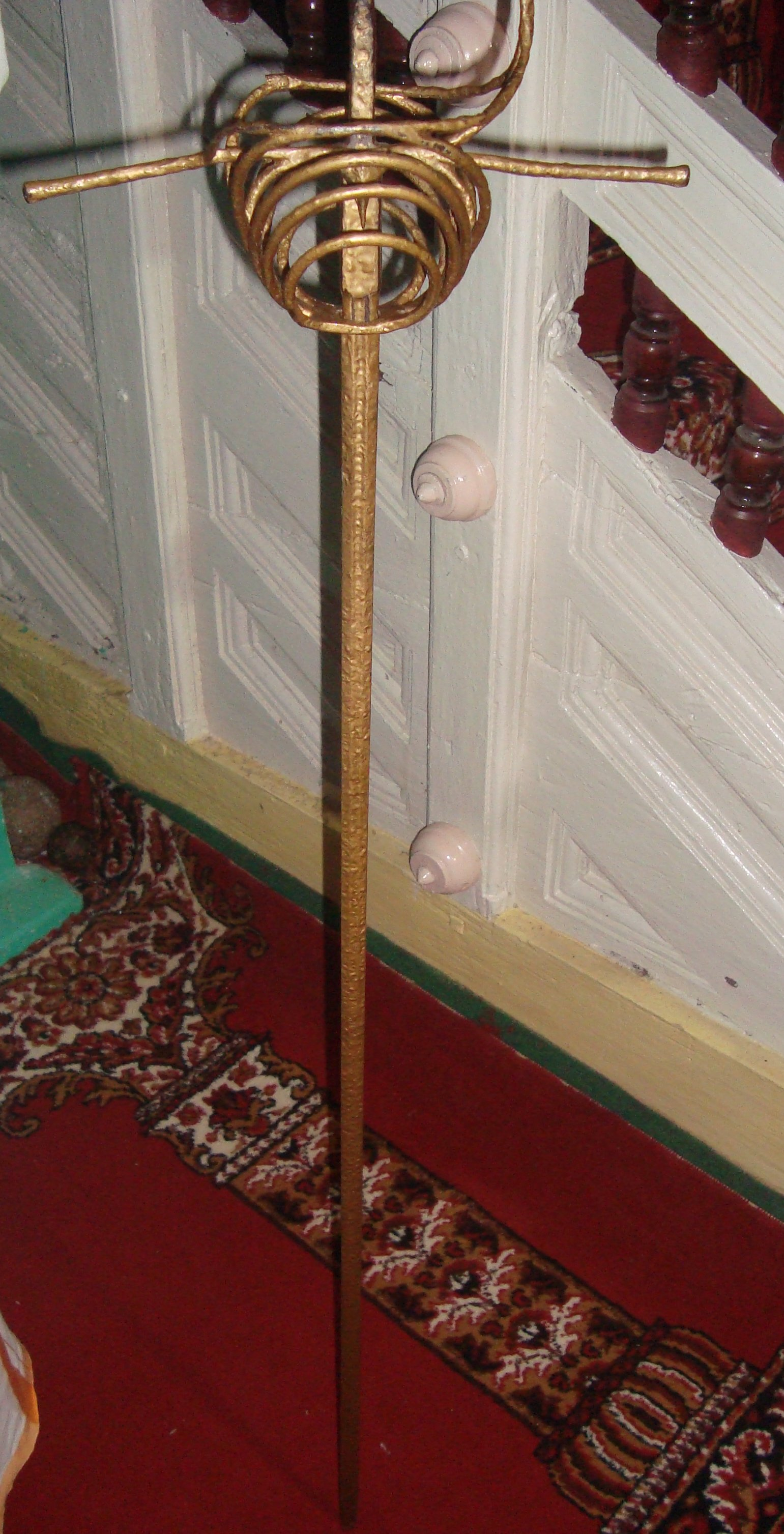
السيف الذي استخدمه Kunjali Marakkar محفوظ في مسجد Kottakkal ، Vadakara

يعتبر هبوط فاسكو دا غاما في كاليكوت عام 1498 بداية لمرحلة جديدة في التاريخ الآسيوي انتقلت خلالها السيطرة على تجارة التوابل في المحيط الهندي إلى أيدي الأوروبيين من مسلمي الشرق الأوسط. كانت مستعمرة التجار الأجانب القوية التي استقرت في كاليكوت معادية، لكن السامري رحب بالبرتغاليين وسمح لهم بأخذ التوابل على متنها. في البرتغال، تم حساب البضائع التي جلبها دا غاما من الهند «بستين ضعف تكلفة رحلة آسيا بأكملها».
دخل البرتغاليون في البداية في صراعات معادية مع تجار السامري من كاليكوت والشرق الأوسط (باراديسي) في كاليكوت. في غضون العقود القليلة التالية ، وجد Estado da ndia أنفسهم أيضًا يقاتلون مع العديد من عائلات Mappila التجارية الرائدة في ولاية كيرالا (خاصة Kannur Mappilas ، بقيادة Mammali و Marakkars من ساحل Pearl Fishery Coast). مملكة كاليكوت ، التي نهب البرتغاليون شحنتها بشكل متزايد، تطورت لتصبح مركزًا للمقاومة. حافظ البرتغاليون على دوريات الأسراب قبالة موانئ ولاية كيرالا وواصلوا غاراتهم على أساطيل المغادرة المحلية. عمل تجار مابيلا وماراكار بنشاط في مملكتي ساحل مليبار وسيلان لمعارضة البرتغاليين. اندلعت المعارك البحرية عبر كونكان وساحل مليبار وجنوب تاميل نادو وغرب سريلانكا. تحولت Marakkars إلى أميرالات كاليكوت ونظمت مجموعة فعالة من السفن لمحاربة البرتغاليين.
يعود الفضل إلى كنجالي مارقار في تنظيم أول دفاع بحري للساحل الهندي. كتاب تحفة المجاهدين الذي كتبه زين الدين مخدوم الثاني (ولد حوالي 1532) لبوناني في القرن السادس عشر هو أول كتاب معروف على الإطلاق يستند بالكامل إلى تاريخ ولاية كيرالا من تأليف كيرلايت. إنه مكتوب باللغة العربية ويحتوي على أجزاء من المعلومات حول المقاومة التي أقامها أسطول بجانب السامريين في كاليكوت من 1498 إلى 1583 ضد المحاولات البرتغالية لاستعمار ساحل مليبار. تم طبعه ونشره لأول مرة في لشبونة. تم حفظ نسخة من هذه الطبعة في مكتبة جامعة الأزهر بالقاهرة.
كان فرانسيسكو دي ألميدا (1505-1509) وأفونسو دي ألبوكيرك (1509-1515)، اللذان تبعوا دا غاما إلى الهند، دورًا أساسيًا في تأسيس الإمبراطورية الاستعمارية البرتغالية في آسيا. بحلول منتصف القرن السادس عشر، تمكن البرتغاليون من تقليص التجارة الحيوية بين كاليكوت والشرق الأوسط. في نهاية القرن، كانت كوتشي هي الميناء البحري المهيمن في ولاية كيرالا، بعد أن تجاوزت كل من كانور وكاليكوت. شرع البرتغاليون في كسر الاحتكار الذي طالما تمتع به الفينيسيون والمصريون في التجارة مع آسيا. أدرك المصريون والأتراك العثمانيون الخطر، لكن التعقيدات الداخلية بينهم أعطت البرتغاليين فرصة. تم إعدام بوناني محمد كنجالي مرقار في النهاية من خلال التأثيرات المشتركة لمملكة كاليكوت والدولة البرتغالية في عام 1600.
يعتقد المؤرخون أن «المرقار» كانوا في الأساس موردي المواد الغذائية من موانئ ساحل كورومانديل والتوابل من داخل ولاية كيرالا وسريلانكا. يفترض البعض أن المرقار قبل بدء القتال مع البرتغاليين كانوا تجار أرز من كونكان. يبدو أن إسماعيل مرقار تاجر أرز بارز في كوتشي. خلال السنوات الأولى من الوجود البرتغالي في ولاية كيرالا، كان التجار المسلمون الأصليون في كوتشي - مثل شيرينا / كارين ميكار (كريم مرقار ومامالي (محمد) مرقار وميتوس مرقار ونينو مرقار وعلي أبولي وكوجي مابيلا وأبراهام مابيلا وما إلى ذلك - عملوا كموردين توابل لهم. كما زودت عائلة مرقار المواد الغذائية للمستوطنات البرتغالية في ولاية كيرالا. كان مامالي ماركار من كوشين أغنى رجل في البلاد. هؤلاء التجار، جنبًا إلى جنب مع كبار التجار الآخرين من مابيلا، والتجار المسيحيين السوريين، عملوا أيضًا كسماسرة ووسطاء في شراء التوابل وبيع البضائع التي يتم جلبها من أوروبا.
كانت المصالح التجارية للتجار البرتغاليين الخواص في كوشين هي التي دخلت في الصراع مع مابيلاس وتجار مرقار (التاميل). بحلول عشرينيات القرن الخامس عشر، أصبحت المواجهات المفتوحة بين البرتغاليين ومابيلاس، في جنوب الهند وغرب سريلانكا، أمرًا شائعًا. بعد سلسلة من المعارك البحرية، أُجبرت تشينا كوتي علي القوية ذات يوم على رفع دعوى من أجل السلام مع البرتغاليين في عام 1540. سرعان ما انهار السلام، مع اغتيال القاضي المسلم كانور أبو بكر علي (1545)، ووقع البرتغاليون مرة أخرى بقوة على مابيلاس. بحلول نهاية القرن السادس عشر، تمكن البرتغاليون أخيرًا من التعامل مع «تحدي مابيلا». هُزم كنجالي مرقار الرابع وقتل بمساعدة السامريون في عام ج. 1600. حتى بعد إعدام مرقار الرابع، استمر لقب كنجالي مرقار لمدة قرن تقريبًا.
كنجالي مرقار الأربعة الرئيسيين هم:
- كوتي أحمد علي (مرقار الأول)
- كوتي بوكر علي (مارقار الثاني)
- باتو كونجالي ماراكار (مارقار الثالث)
- بوناني محمد كنجالي (مارقار الرابع)

## قائمة كاليكوت زمورينز

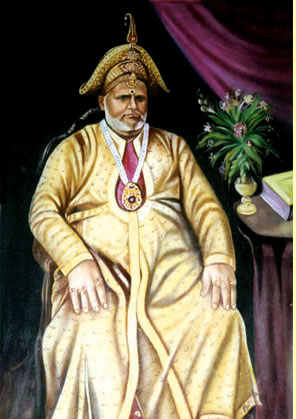
سامري من كاليكوت (1868-1892). في عام 1766 هزم حيدر علي من ميسور سامري كاليكوت واستوعب منطقة مليبار في ولايته. بعد حرب ميسور الثالثة (1790-1792)، تم وضع مليبار تحت سيطرة شركة الهند الشرقية البريطانية. في وقت لاحق ، تم تغيير وضع السامريين كحكام مستقلين إلى وضع المتقاعدين في الشركة.

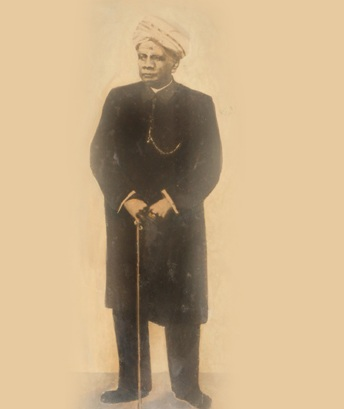
كيه سي مانافيدان راجا (1932-1937)

نادرًا ما تذكر الوثائق التاريخية الأسماء الفردية لعائلة السامريين في كاليكوت. كانت مانا فيكراما ومانا فيدا وفيرا رايا هي الأسماء الوحيدة التي أُعطيت للأعضاء الذكور في العائلة المالكة، ودائمًا ما يُعرف السامري باسم مانافيكراما. مانا فيدا قد يكون تحريفًا للقب المالايالامي القديم «مانا فياتا». كان المؤرخ البرتغالي ديوغو دي كوتو أول من حاول بناء مخطط زمني.
فيما يلي قائمة بحكام كاليكوت من كتاب«سامريون كاليكوت» (1938) ("The Zamorins of Calicut") بواسطة ك.ف.كريشنا أيير. العمود الأول (رقم) يعطي رقم ترتيب السامري محسوباً من مؤسس الأسرة الحاكمة، بناءً على افتراض دي كوتو أنه كان هناك 98 سامري قبل حكم سامري في عام 1610.

### الأسرة الأولى
كانت نيدييروبو المقر الأصلي للعشيرة الأرستقراطية وكان يُعرف رئيس المنزل باسم «نيديروبو موتا عرادي» (Nediyiruppu Mutta Eradi)، وهو لقب يتمتع به الخامس في المرتبة من السامريون. تحت حكم كودونغالور شيرا، حكم «مؤتة عرادي عرناد» بلقب «عرناد اوتيار» ("Ernad Utaiyar"). في وقت لاحق تخلت العشيرة عن منزل أجدادها ونقلت مقر إقامتها إلى يومنا هذا كوجيكود.
ملاحظة: تشير الأسماء المائلة فقط إلى العلامة النجمية التي تولد تحتها سامري

### الأسرة الثانية
يبدو أن الأسرة الحاكمة الأصلية انتهت مع السامري 114 من كاليكوت. كان سامري 115، وهو الأول من الأسرة الحاكمة الثانية، أقدم الأمراء الذين تم تبنيهم من نيليشوارام عام 1706.
| رقم السامري | اسم                                    | فتره حكم    | أحداث مهمة                                             |
| ----------- | -------------------------------------- | ----------- | ------------------------------------------------------ |
| 115         | سامري من كيلاكه كوفيلاكام              | 1741 - 1746 |                                                        |
| 116         | بوتيا كوفيلاكام                        | 1746–1758   | الحرب الهولندية (1753-1758)                            |
| 117         | كيلاك كوفيلاكام                        | 1758-1766   | انتحرت المعارك مع ترافنكور وغزو ميسور. ضمتها ميسور.    |
| 118         | بوتيا كوفيلاكام                        | 1766-1788   |                                                        |
| 119         | كيرالا فارما فيكراما (بوتيا كوفيلاكام) | 1788 - 1798 | معاهدة سيرينغاباتام (1792)                             |
| 120         | كريشنا فارما (بوتيا كوفيلاكام)         | 1798-1806   | اتفاقية عام 1806 مع شركة الهند الشرقية (توفي عام 1816) |

## عائلة السامريون اليوم
عاد سامري كاليكوت إلى كاليكوت من ترافانكور بحلول عام 1800. أثناء الحكم البريطاني، كانت أهمية مليبار الرئيسية تتمثل في إنتاج الفلفل. خفضت الشركة عائلة السامري إلى منصب المالك «المتقاعد» من خلال منحهم دفعة سنوية تسمى مالي خان. تم الاستيلاء على المدفوعات (مالي خان) من قبل حكومة الهند بعد الاستقلال في عام 1947. تحاول العائلة المالكة الحصول على معاش تقاعدي من مختلف الحكومات على مدار خمسين عامًا. قررت حكومة ولاية كيرالا منح معاشًا شهريًا لأفراد العائلة المالكة في عام 2013.
في الوقت الحاضر، سامري كاليكوت هو الوصي على 46 معبدًا هندوسيًا (بموجب مجلس مليبار ديفاسووم، مثل قانون مدراس H. R & C.E لعام 1956) في شمال ولاية كيرالا، بما في ذلك خمسة معابد من الدرجة الخاصة، والتي تحقق إيرادات كبيرة. يتمتع السامري أيضًا بمقعد دائم في اللجنة الإدارية لمعبد قوروفايور سري كريشنا. تأسست مدرسة السامري الثانوية - التي تطل على معبد تالي - في عام 1877 وتدير العائلة كلية السامري قوروفايورابان.
طلبت الأسرة مساعدة الحكومة للحفاظ على القطع الأثرية في مجموعتها الخاصة. تشمل هذه المجموعة مخطوطات جريد النخيل والسيوف والدروع والأشياء الثمينة الأخرى. اقترح مفوض مجلس مليبار ديفاسووم مؤخرًا على حكومة ولاية كيرالا أن المعابد التابعة للأمناء الوراثي (الخاص) - مثل السامريون - يجب أن تُلحق بالمجلس.

## روابط خارجية
- جامعة كولومبيا
- تاريخ كاليكوت في نادي صحافة كاليكوت نسخة محفوظة 26 أبريل 2012 على موقع واي باك مشين.
- معبد تالي ، كاليكوت نسخة محفوظة 25 مايو 2016 على موقع واي باك مشين.